# François Devienne
François Devienne (ur. 31 stycznia 1759 w Joinville, zm. 5 września 1803 w Charenton) – francuski kompozytor, flecista i fagocista.
Muzyki uczył się od starszego brata. Od 1779 roku grał jako fagocista w paryskiej Operze. Od 1780 do 1785 roku był muzykiem na dworze kardynała de Rohan. W tym czasie należał także do zespołu orkiestralnego Loge Olympique i związał się z masonerią. Występował w Concert Spirituel (1782–1785), orkiestrze gwardii szwajcarskiej w Wersalu (1785–1789) oraz w orkiestrze Théâtre de Monsieur (1789–1801). Od 1790 roku działał w orkiestrze Gwardii Narodowej, a od 1795 do 1802 roku uczył gry na flecie w Konserwatorium Paryskim. Zmarł w zakładzie dla obłąkanych.
Pisał utwory orkiestrowe (m.in. 7 symfonii koncertujących, 18 koncertów fletowych, 4 koncerty fagotowe), muzykę kameralną, ponadto pieśni. Wielką popularnością cieszyły się napisane przez niego opery komiczne, m.in. Le mariage clandestin (1790), Les précieuses ridicules, (1791), Les comédiens ambulans (1798) oraz opera rewolucyjna Le congrès des rois (1794) skomponowana wspólnie z Nicolasem Dalayraciem, André Grétrym, Étienneem Méhulem oraz ośmioma innymi kompozytorami . Jest także autorem wydanego w 1794 roku podręcznika gry na flecie Nouvelle méthode de flûte théorique et pratique. Choć przeznaczony był oryginalnie do nauki gry na flecie poprzecznym bez klap, w 1861 roku został przystosowany do gry na flecie nowoczesnym i zachował swoją wartość pedagogiczną.